# حمیدرضا فتحی
حمیدرضا فتحی (زاده ۲۳ سپتامبر ۱۹۸۰) یک بازیکن فوتبال اهل ایران است.